# آرام سارگسیان
آرام زاونی سارگسیان (ارمنی: Արամ Զավենի Սարգսյան؛ زادهٔ ۲ ژانویهٔ ۱۹۶۱) یک سیاست‌مدار اهل ارمنستان است. وی از ۳ نوامبر ۱۹۹۹ تا ۲ مه ۲۰۰۰ نخست وزیر ارمنستان بود. سارگسیان همچنین نماینده دوره‌های سوم و ششم مجلس ملی جمهوری ارمنستان بوده‌است.

## زندگی‌نامه
در ۲ ژانویه ۱۹۶۱ در آرارات (آرارات) به دنیا آمد و از دانشگاه پلی‌تکنیک ارمنستان فارغ‌التحصیل شد.